# Овсеенко, Александр Дмитриевич
Александр Дмитриевич Овсеенко (12 сентября 1903 года, с. Петропавловка, Петропавловская волость, Старобельский уезд, Харьковская губерния — 31 августа 1983 года, Казань) — советский военный деятель, генерал-майор (3 июня 1944 года).

## Начальная биография
Александр Дмитриевич Овсеенко родился 12 сентября 1903 года в селе Петропавловка ныне Станично-Луганского района Луганской области Украины.

## Военная служба

### Гражданская война
18 декабря 1919 года призван в ряды РККА и направлен в штаб Донецко-Украинской трудовой армии, в апреле 1920 года переведён в комендантское управление Александро-Грушевского района, а в январе 1921 года — в штаб Украинской трудовой армии.
В марте 1921 года Овсеенко направлен в Одессу, однако заболел, после чего лечился в Харькове. По выздоровлении направлен в команду выздоравливающих при Харьковском губернском военкомате и летом 1922 года назначен на должность начальника команды при этом же военкомате.
В сентябре 1922 года Овсеенко направлен на учёбу на 14-е Батумские пехотные курсы, в составе которых участвовал в подавления восстания в районе Озургети. По расформированию курсов в декабре переведён на 4-е Армавирские пехотные курсы, а в январе 1923 года — на 21-е Бакинские пехотные курсы. В декабре 1923 года курсы были передислоцированы в Тифлис и вскоре преобразованы в Тифлисскую пехотную школу.

### Межвоенное время
В августе 1925 года по окончании школы Овсеенко направлен в 3-й Кавказский стрелковый полк (1-я Кавказская стрелковая дивизия), где служил на должностях командира взвода, командира роты, командира взвода полковой школы.
В феврале 1927 года назначен на должность командира взвода в Тбилисской пехотной школе, которая в сентябре того же года преобразована в Закавказскую. В октябре 1927 года в этой же школе назначен на должность курсового командира. В период с 24 января по 10 февраля 1929 года проходил подготовку на пулемётных курсах при Штабе Краснознамённой Кавказской армии, а с 23 марта по 20 мая 1930 года — на курсах «Выстрел».
В октябре 1930 года назначен на должность командира роты в составе 2-го Кавказского стрелкового полка (1-я Кавказская стрелковая дивизия), а в октябре 1931 года переведён в 4-й Кавказский стрелковый полк, дислоцированный в Батуми, где служил на должностях командира роты, помощника начальника штаба полка.
С июля 1932 года назначен на должность начальника 4-го отделения штаба 1-й Кавказской стрелковой дивизии, в феврале 1935 года — на должность начальника 2-й части штаба этой же дивизии. В ноябре того же года переведён помощником командира по материальному обеспечению 26-го стрелкового полка (9-я Кавказская стрелковая дивизия, Закавказский военный округ). В ноябре 1937 года капитан А. Д. Овсеенко повторно направлен на учёбу на курсы «Выстрел», по окончании которых в августе 1938 года вернулся в 9-ю Кавказскую стрелковую дивизию, где назначен на должность командира 25-го горнострелкового полка, а в январе 1941 года — на должность заместителя командира этой же дивизии.

### Великая Отечественная война
С началом войны Овсеенко находился на прежней должности. 9-я Кавказская стрелковая дивизия выполняла задачи по обороне советско-турецкой государственной границы, а также Черноморского побережья в районе Батуми.
В августе 1941 года назначен на должность командира 388-й стрелковой дивизии, формировавшейся в Кутаиси. В декабре дивизия была передислоцирована в Крым, где заняла рубеж Кадыковка — Камары юго-восточнее Севастополя, после чего вела оборонительные боевые действия 1-го сектора обороны города. В конце декабря Овсеенко освобождён от занимаемой должности с назначением на должность заместителя командира этой же дивизии, а в марте 1942 года — на должность командира 12-й стрелковой бригады. 15 мая А. Д. Овсеенко был ранен в районе Керчи, после чего лечился в госпитале.
После выздоровления в сентябре 1942 года направлен в Приволжский военный округ, где назначен на должность командира 42-й запасной стрелковой бригады, в марте 1943 года — на должность 11-й учебной бригады, а в июле 1944 года — на должность командира 42-й учебной стрелковой дивизии.

### Послевоенная карьера
После окончания войны находился на прежней должности.
С декабря 1945 года находился в распоряжении Главного управления кадров НКО.
В марте 1946 года назначен на должность начальника военной кафедры Тбилисского государственного университета, в августе 1947 года — на должность Куйбышевских Курсов усовершенствования офицерского состава местных органов военного управления в Балашове, а в июле 1954 года — на должность военного комиссара Татарской АССР.
Генерал-майор Александр Дмитриевич Овсеенко 13 января 1959 года вышел в отставку. Умер 31 августа 1983 года в Казани.

## Награды
- Орден Ленина (30.4.1945);
- Три ордена Красного Знамени (12.11.1943, 3.11.1944, 30.4.1954);
- Медали.